# Euxoa fissa
Euxoa fissa là một loài bướm đêm thuộc họ Noctuidae. Nó được tìm thấy ở Xibia (the West Siberian plain và dãy núi South Siberian), Armenia, Kyrghyzstan và Mông Cổ.